# Strada delle 52 Gallerie

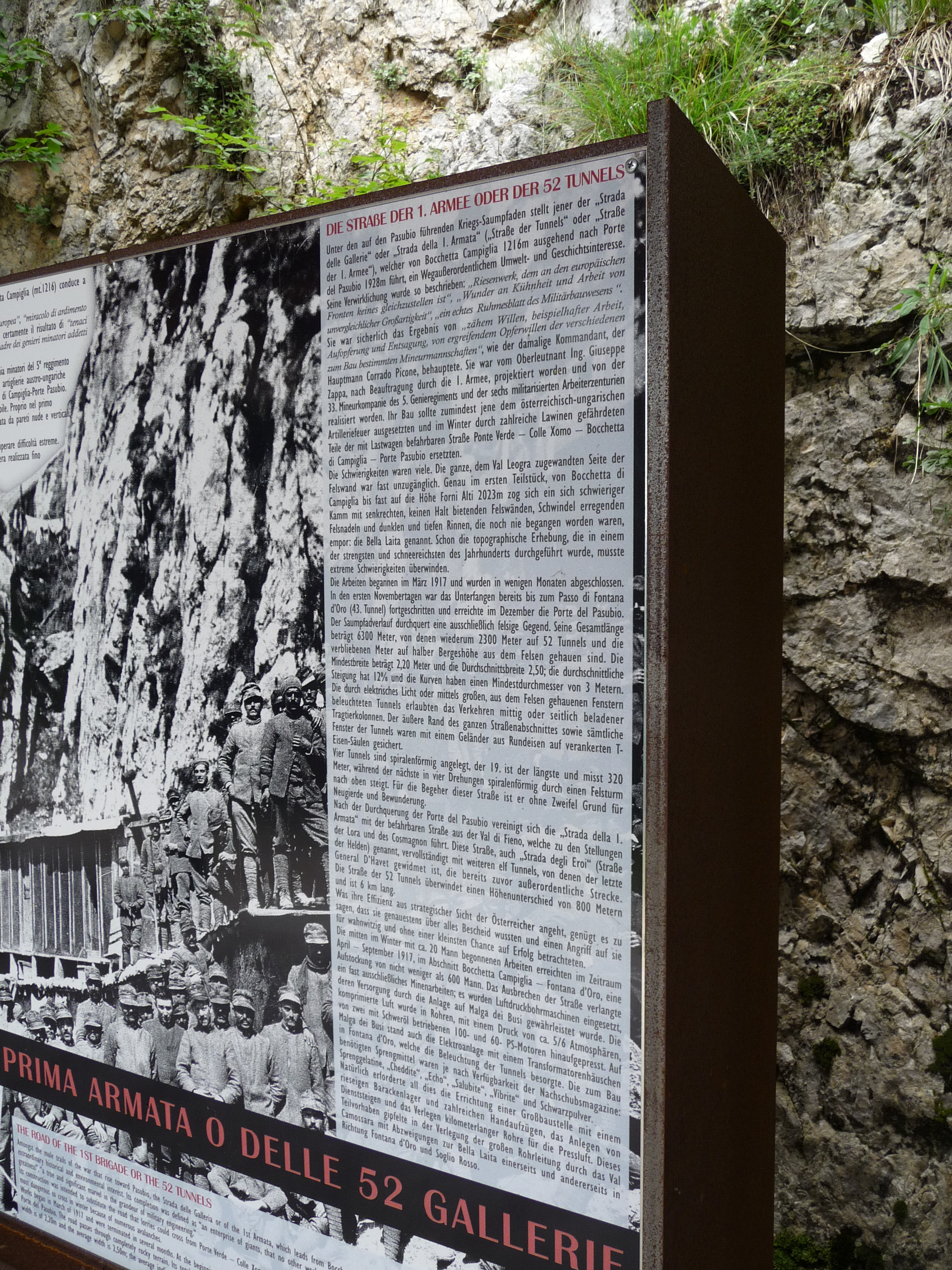
Informační tabule na Strada della Prima Armata u Bocchetta di Campiglia

Strada delle 52 Gallerie, známá také jako Strada della 1ª Armata nebo Strada della Prima Armata, je jednou z nejznámějších a dnes nejnavštěvovanějších italských vojenských silnic vybudovaných v Alpách v rámci Horské války 1915–1918. Byla vybudována za účelem zásobování italských pozic v horském masivu Pasubio.

## Umístění a výstavba
Strada delle 52 Gallerie leží asi 30 km východně od jezera Lago di Garda na hranici provincií Vicenza a Trento. Začíná v Bocchetta di Campiglia  v nadmořské výšce 1216 metrů a vede k Porte del Pasubio v nadmořské výšce 1928 metrů. "Silnice" má celkovou délku 6,3 km, z toho asi 2,3 km tvoří 52 tunelů (ital. galleria), které daly silnici její jméno. Sklon silnice je až 22 %, průměrný sklon činí 12 %. Kvůli používání tažných zvířat k zásobování postavení a přepravě těžké techniky (např. částí dělostřeleckých zbraní) byla silnice navržena s minimální šířkou 2,2 metru. V zatáčkách byla předepsána minimální šířka 3 m. Výstup na náhorní plošinu trvá dobré dvě a půl hodiny.
Stavba silnice na vápencovém masivu začala v únoru 1917 na jižní straně pohoří Monte Forni Alti, aby byla chráněna před dělostřelectvem rakouských císařských vojsk na severu. Ostatní zásobovací cesty, jako například Strada degli Scarubbi, byly kvůli neustálému ostřelování z velké části nepoužitelné.
Plánování provedl nadporučík Giuseppe Zappa. Provedením byla pověřena 33. minová rota 5. Genieregimentu, která patřila k 1. armádě. Vlastní práce byly prováděny za podpory až šesti militarizovaných dělnických setnin (setniny 349, 523, 621, 630, 765 a 776). Na stavbě silnice, která byla zahájena ještě v zimě, tak ve špičce pracovalo až 600 mužů. Silnice byla dokončena v prosinci 1917.
Tunely a silnice byly budovány především pneumatickými vrtačkami a trhacími pracemi. Pro pneumatické vrtáky, které zásobovaly vzduchem dva kompresory o výkonu 100 a 60 koní, byly položeny kilometry trubek.

## Specifika
Nejdelší, 19. tunel, je dlouhý 318 m. Nejpůsobivějším tunelem je však 20. tunel, který vede do masivu, vine se skálou vzhůru jako vývrtka a teprve po čtyřech zatáčkách opět vyúsťuje ve skalním ostrohu.
V četných tunelech byl při stavbě zabudován výklenek, v němž by našly místo dvě krabičky trhací želatiny. Tato trhací želatina měla sloužit k tomu, aby se tunely v případě ústupu vyhodily do povětří a tím se staly pro postupujícího nepřítele nepoužitelnými.
Na stropě 12. tunelu, v blízkosti tunelového okna, se nachází jedenáct zkamenělých stop různých dinosaurů z norika ve svrchním triasu. Otisky, z nichž některé lze rozpoznat pouze cvičeným zrakem, jsou sauropodomorfy a teropodů různých velikostí. Další dinosauří stopy byly nalezeny v Pasubiu západně od Cima Palon a v rakousko-uherském válečném tunelu na Monte Buso.

## Zajímavosti
- Strada delle 52 Gallerie končí u Rifugio Generale Achille Papa, horské chaty provozované Italským alpským klubem (CAI), která je otevřena pouze v létě. Je pojmenována po italském generálovi.
- Souběžně s ní vede ferrata Gaetano Falcipieri. Po ní se k Rifugio Generale A. Papa se dostanete asi za pět hodin.
- Souběžně s Strada della Prima Armata vede také evropská dálková stezka E5, která se v tomto úseku shoduje se Friedensweg (Dolomity), jež má připomínat poziční válku v Alpách mezi Rakouskem a Itálií.
- Silnice a Pasubio jsou oblíbeným výletním cílem díky blízkosti jezera Lago di Garda, měst Vicenza a Benátky, a proto jsou zejména o letních víkendech velmi frekventované.
- Mezi cyklisty na horských kolech byla Strada velmi oblíbeným sjezdem. Po několika vážných nehodách a jedné smrtelné havárii byla silnice pro cyklisty uzavřena a za její používání je ukládána vysoká pokuta.
- Vzhledem k délce tunelů, odpovídající vlhkosti způsobené častými mlhami a skutečnosti, že kameny na dně tunelů jsou kvůli častému používání odpovídajícím způsobem kluzké, je nutné používat pevnou obuv a mít s sebou baterku nebo čelovku.

## Tunnel
| Nr. | Name            | Länge | Foto |
| --- | --------------- | ----- | ---- |
| 1   | Cap. Zappa      | 17 m  |      |
| 2   | Gen. D’Havet    | 65 m  |      |
| 3   | Rovereto        | 14 m  |      |
| 4   | Battisti        | 31 m  |      |
| 5   | Oberdan         | 10 m  |      |
| 6   | Trieste         | 17 m  |      |
| 7   | Gen. Cascino    | 35 m  |      |
| 8   | Gen. Cantore    | 23 m  |      |
| 9   | Gen. Zoppi      | 78 m  |      |
| 10  | Sauro           | 12 m  |      |
| 11  | Magg. Randaccio | 28 m  |      |
| 12  | Cap. Motti      | 95 m  |      |
| 13  | Cap. Filzi      | 27 m  |      |
| 14  | Cap. Melchiori  | 61 m  |      |

| Nr. | Name            | Länge | Foto |
| --- | --------------- | ----- | ---- |
| 15  | Tortona         | 45 m  |      |
| 16  | Reggio Calabria | 74 m  |      |
| 17  | Bergamo         | 52 m  |      |
| 18  | Parma           | 46 m  |      |
| 19  | Re              | 318 m |      |
| 20  | Gen. Cadorna    | 86 m  |      |
| 21  | Gen. Porro      | 20 m  |      |
| 22  | Breganze        | 8 m   |      |
| 23  | Gen. Capello    | 18 m  |      |
| 24  | Bologna         | 16 m  |      |
| 25  | Aquila          | 11 m  |      |
| 26  | Napoli          | 24 m  |      |
| 27  | Cap. Picone     | 98 m  |      |
| 28  | Genova          | 14 m  |      |
| 29  | Spezia          | 31 m  |      |
| 30  | Miss            | 10 m  |      |
| 31  | Gen. Papa       | 72 m  |      |
| 32  | Palazzolo       | 48 m  |      |
| 33  | 33ª minatori    | 57 m  |      |

| Nr. | Name                   | Länge | Foto |
| --- | ---------------------- | ----- | ---- |
| 34  | Gen. Giustetti         | 132 m |      |
| 35  | Trani                  | 10 m  |      |
| 36  | Gen. Garibaldi         | 12 m  |      |
| 37  | Balilla                | 26 m  |      |
| 38  | Torino                 | 29 m  |      |
| 39  | Mantova                | 53 m  |      |
| 40  | Trento                 | 10 m  |      |
| 41  | 26ª minatori           | 24 m  |      |
| 42  | Macerata               | 19 m  |      |
| 43  | Polesine               | 55 m  |      |
| 44  | Zappatori Liguria      | 22 m  |      |
| 45  | Plotone 25ª minatori   | 83 m  |      |
| 46  | Piceno                 | 65 m  |      |
| 47  | Pallanza               | 22 m  |      |
| 48  | Cesena                 | 14 m  |      |
| 49  | Soldato italiano       | 19 m  |      |
| 50  | Cav. Vittorio Veneto   | 27 m  |      |
| 51  | Plotone minatori sardo | 66 m  |      |
| 52  | Sardegna               | 86 m  |      |

## Galerie

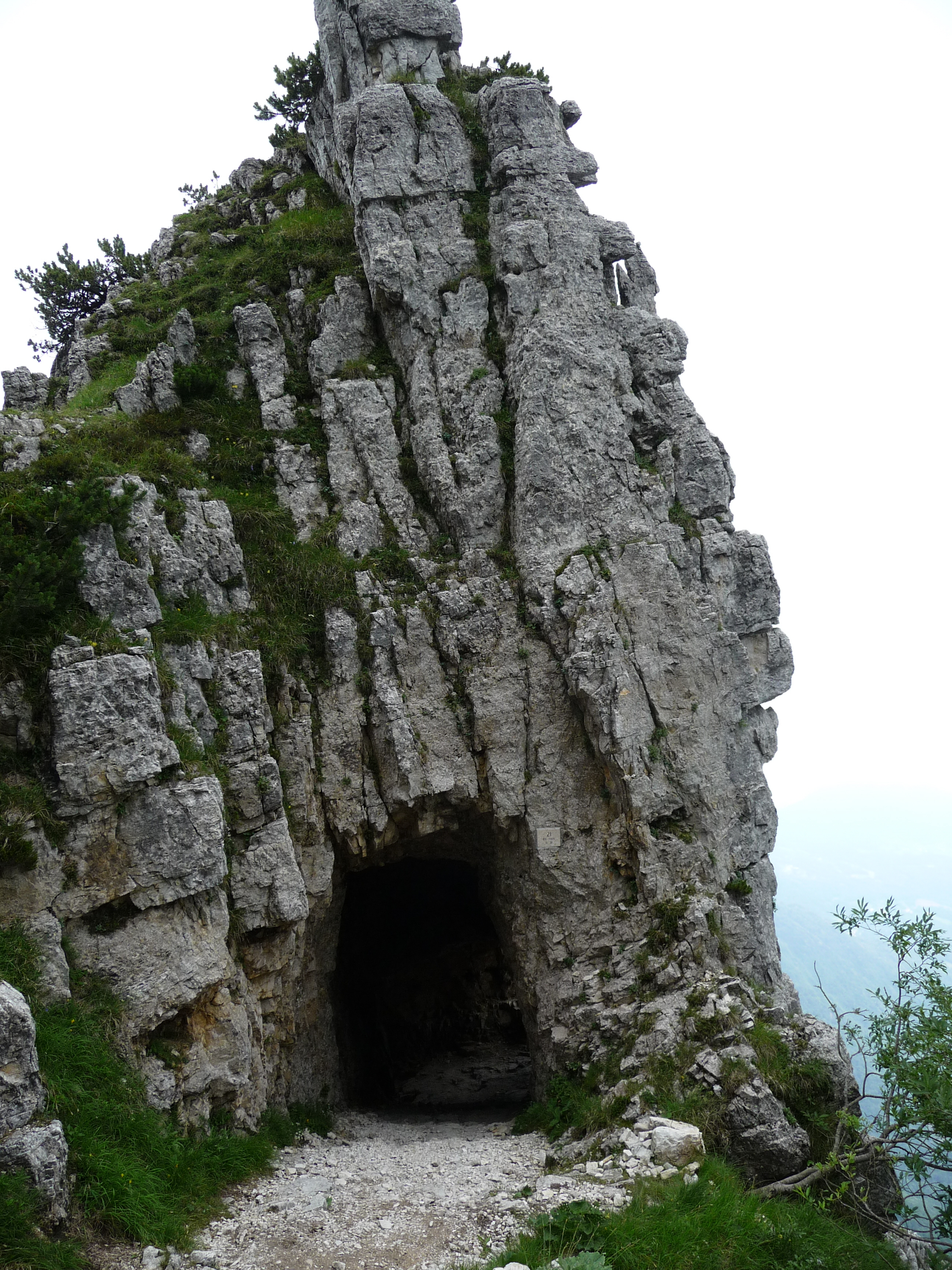
východ z „Korkenziehertunnels“ (Tunnel 20)
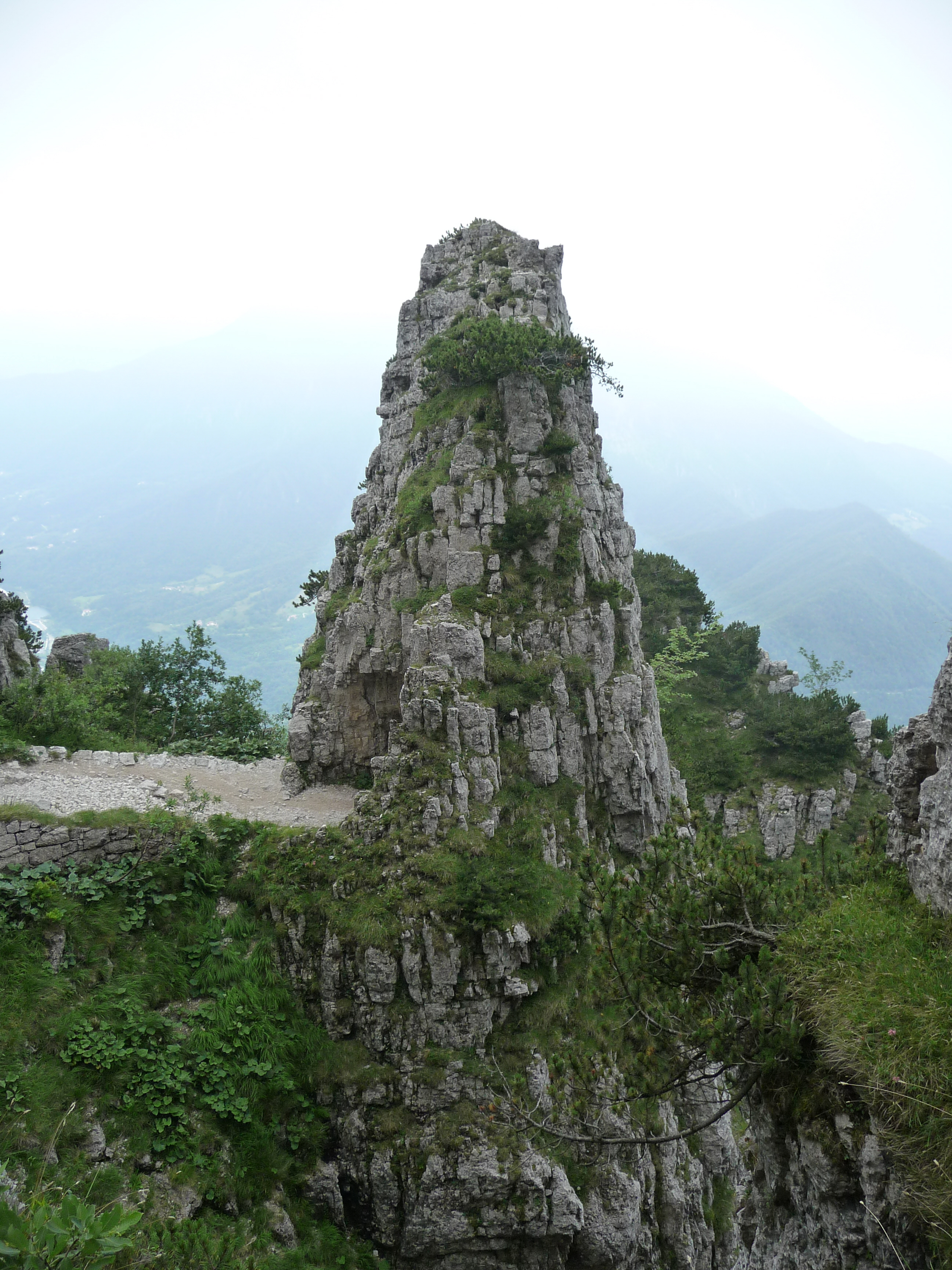
východ z „Korkenziehertunnels“ in einer Felsnadel
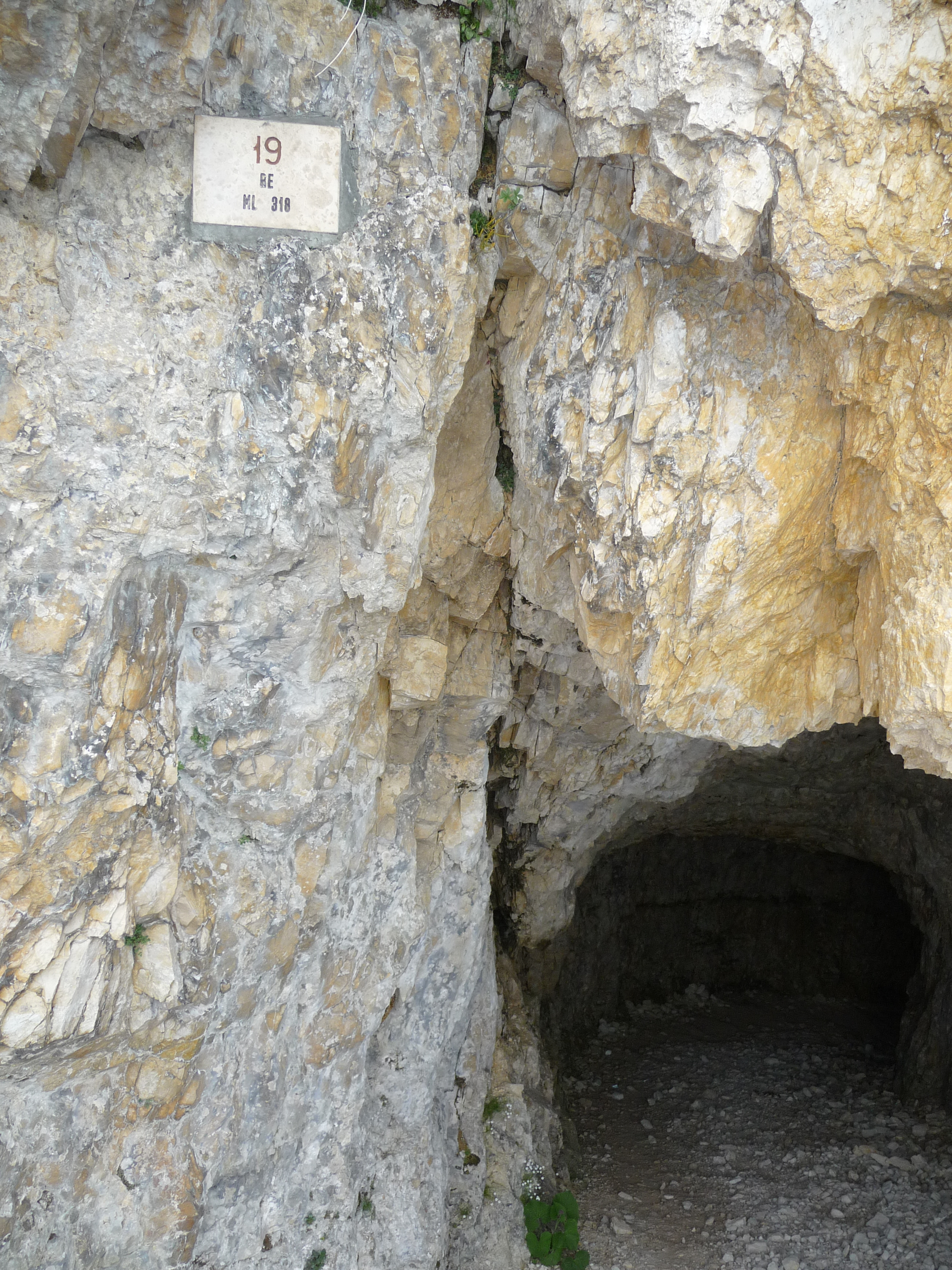
vstup do nejdelšího tunelu č. 19
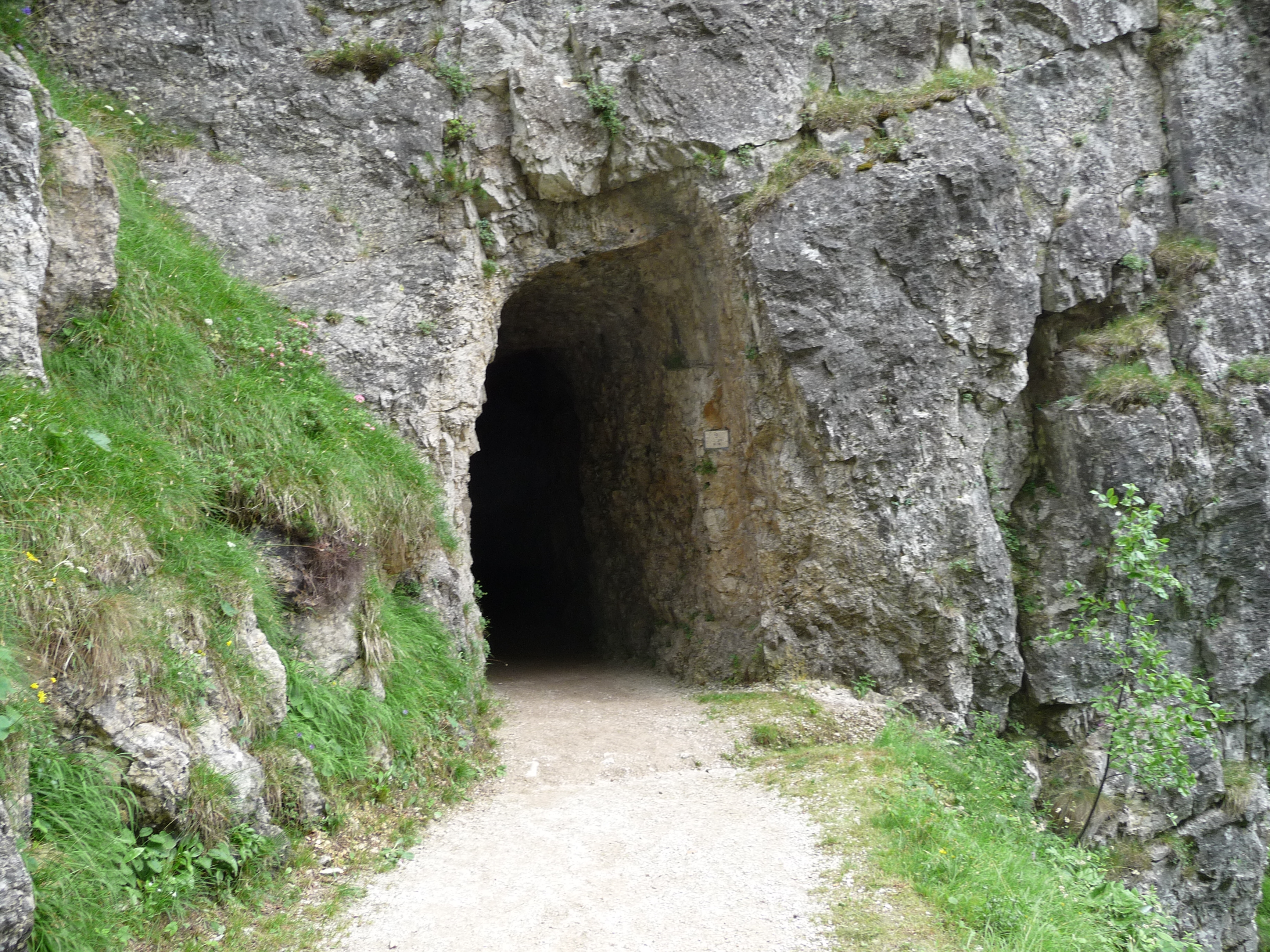
vstup do tunelu č. 9
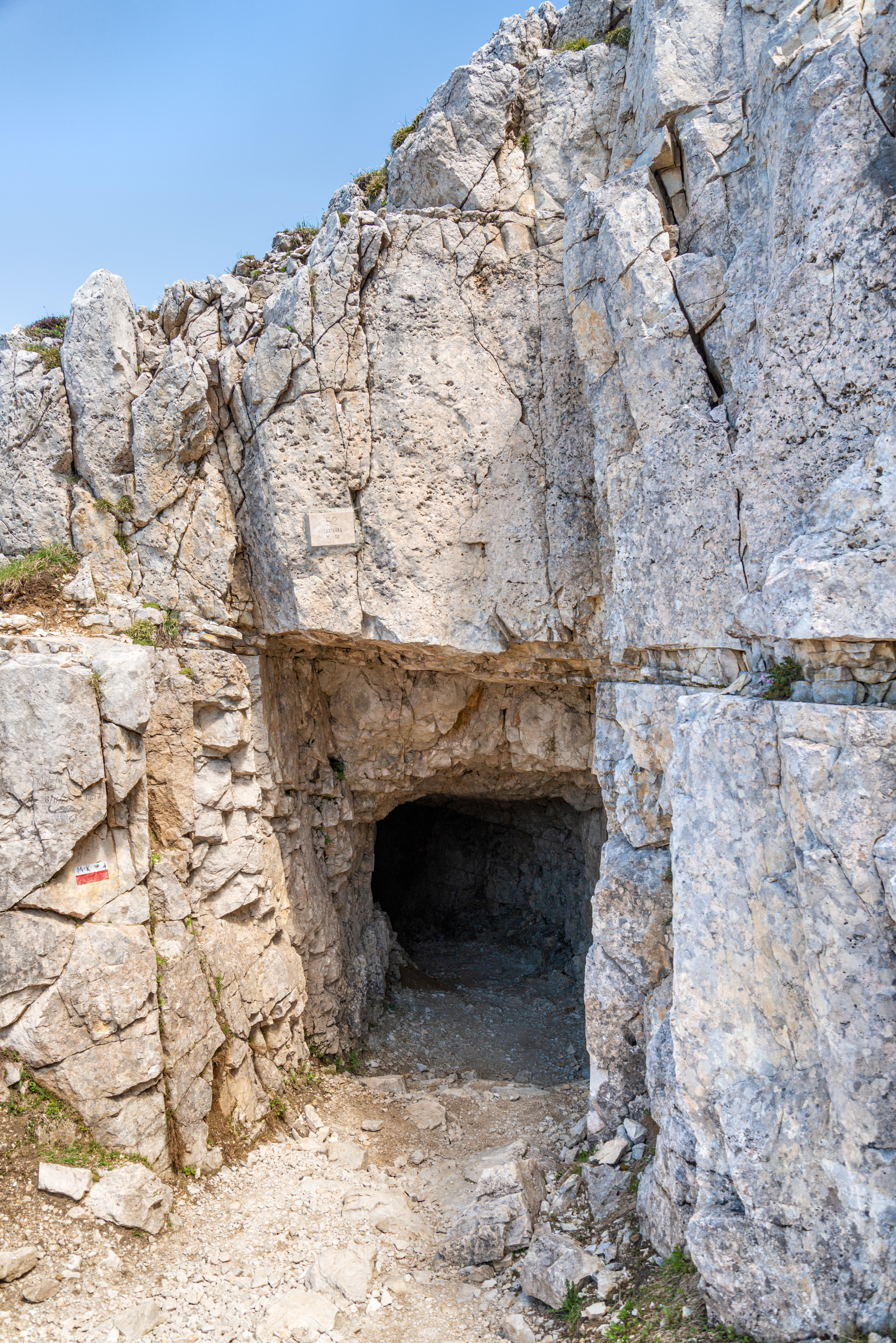
tunel č.52
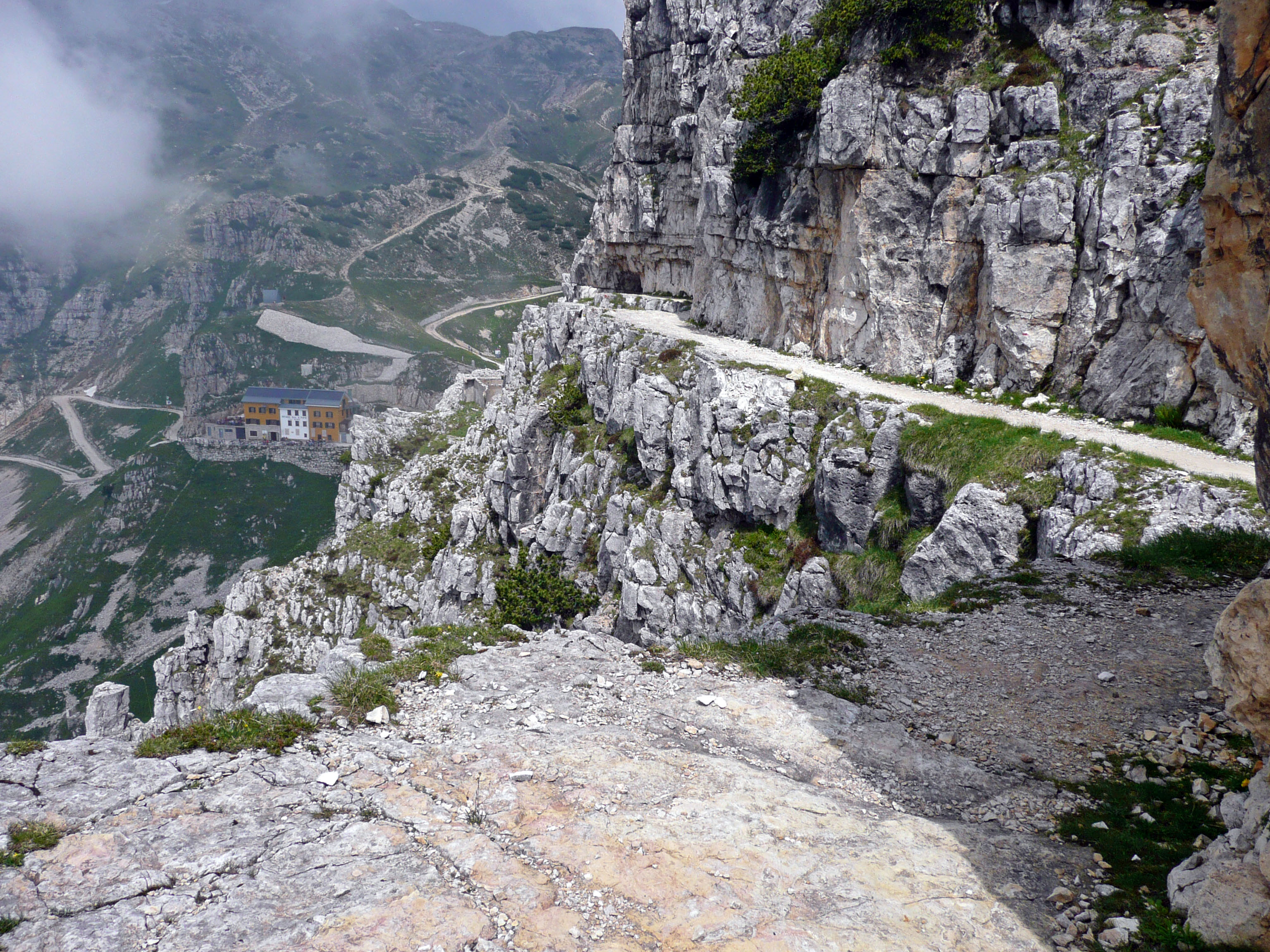
pohled na Strada delle 52 Gallerie u rifugia Achille Papa
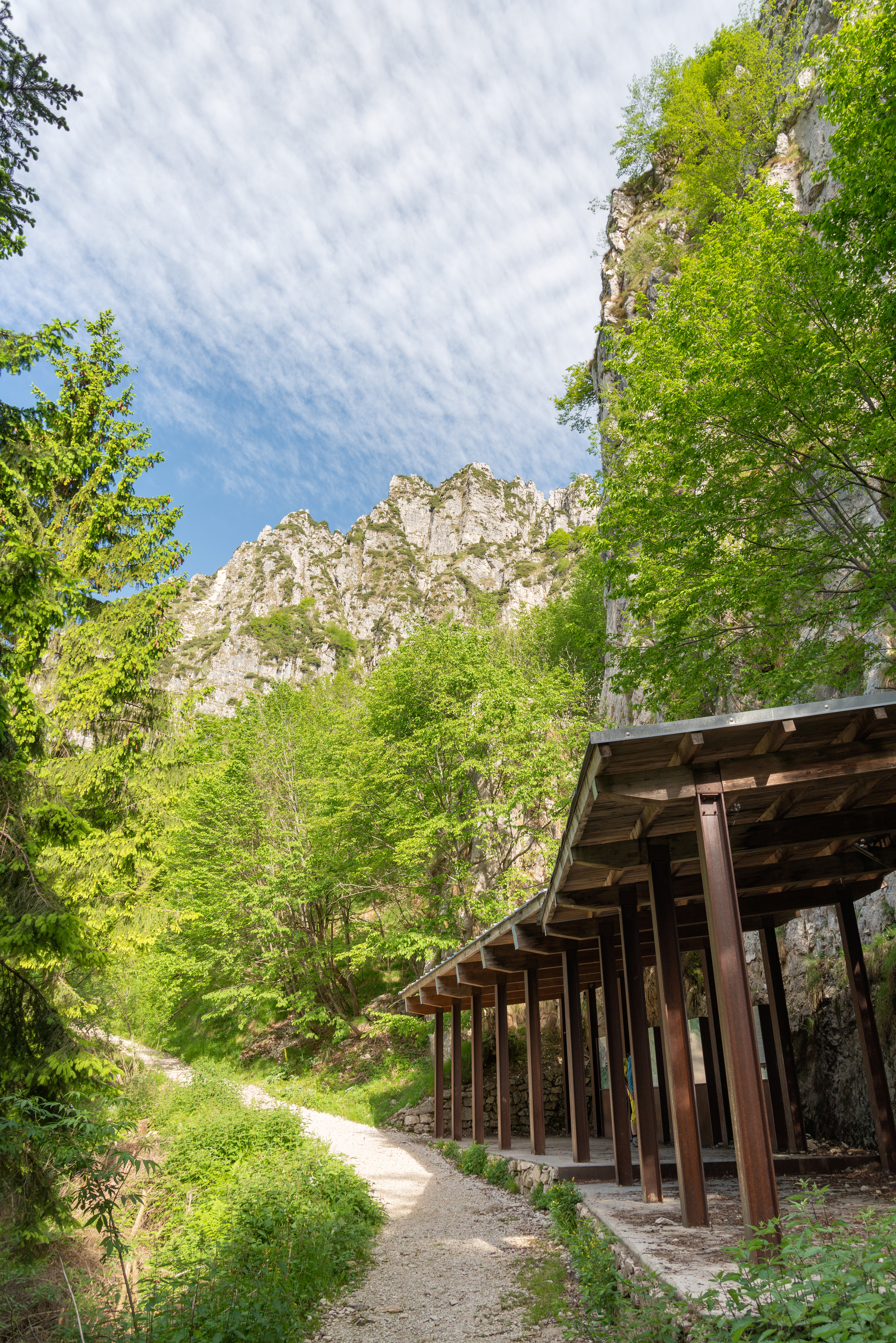
pohled na Strada delle 52 Gallerie
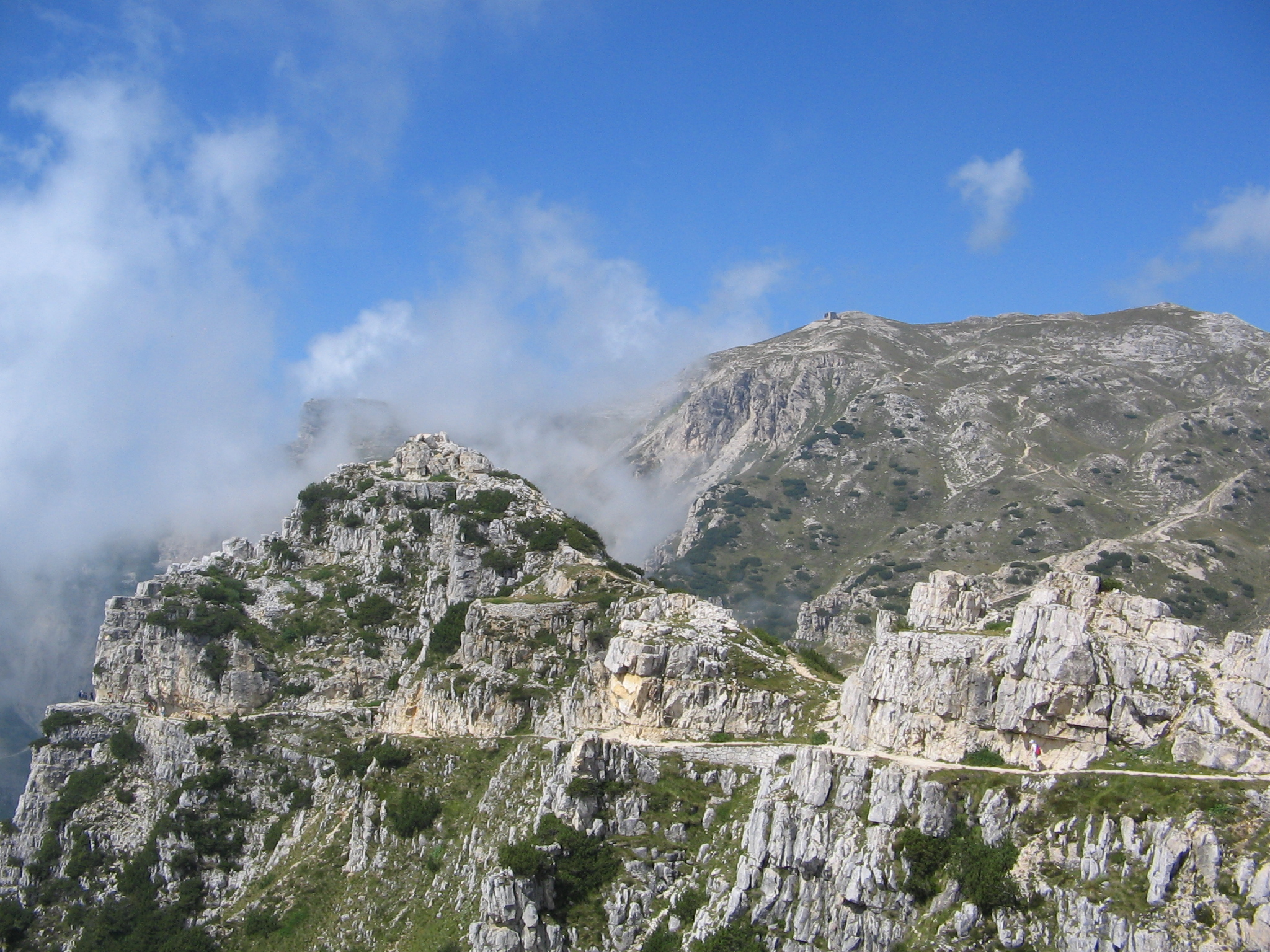
Závěr strada delle Gallerie s pozůstatky vojenské observatoře a Cima Palon v pozadí